# Verwaltungsgemeinschaft Bad Füssing
Die Verwaltungsgemeinschaft Bad Füssing im niederbayerischen Landkreis Passau wurde im Zuge der Gemeindegebietsreform am 1. Mai 1978 gegründet und zum 1. Januar 1980 bereits wieder aufgelöst.
Ihr gehörten die Gemeinden Bad Füssing und Kirchham an.
Sitz der Verwaltungsgemeinschaft war Bad Füssing.